# 香港非物質文化遺產代表作名錄
聯合國教科文組織的非物質文化遺產是指由人類實踐的非物質傳統與習俗。作為一個國家文化遺產的一部分，它們包括慶典、節日、表演、口述傳統、音樂以及手工藝製作。「非物質文化遺產」的定義由2003年起草的《保護非物質文化遺產公約》確立，並於2006年生效。根據《保護非物質文化遺產公約》的規定，各締約國應在社區、群體和相關非政府組織的參與下，確認境內各種非物質文化遺產項目，以編製非物質文化遺產清單，作為保護的基礎。
2009年8月，香港的康樂及文化事務署委聘香港科技大學華南研究中心進行全港性非物質文化遺產普查，以蒐集研究資料和數據，編製《非物質文化遺產清單》，於2013年年中完成整項普查工作。非物質文化遺產諮詢委員會其後詳細審議有關研究資料，並諮詢公眾對草擬清單的意見。政府於2014年6月17日公布了香港首份《非物質文化遺產清單》，涵蓋480個項目。2024年12月，政府更新《非物質文化遺產清單》，項目總數增至507項。
2017年8月14日，康樂及文化事務署公佈首份《香港非物質文化遺產代表作名錄》，它為政府提供參考依據，並為那些具高度文化價值和急需保存的項目，在需採取保護措施時訂立保護緩急次序。這份名錄涵蓋了4大類別，包括“表演藝術”、“社會實踐、儀式、節慶活動”、“自然界和宇宙的知識和實踐”及“傳統手工藝”，合共20個項目。2024年12月，政府在名錄中新增4個項目，使項目總數增至24項。在這些項目中，有12個項目已被列入中華人民共和國《國家級非物質文化遺產代表性項目名錄》。

## 甄選準則
非物質文化遺產諮詢委員會經詳細討論後，制定了五項甄選準則，用於評定項目能否列入《香港非物質文化遺產代表作名錄》。
- 項目已被列入香港《非物質文化遺產清單》；
- 項目體現香港的傳統文化，具有重要的歷史、文學、藝術、科學、技術或工藝等價值；
- 項目具有世代傳承、活態存在的特點；
- 項目具有鮮明的族群／地區特色，或能顯示香港一般生活文化的特色，且為其中的典型；及
- 項目在社區有重要的影響，具有維繫社區關係的作用，為社區或群體提供認同感和持續感。

## 代表作名錄項目
| 名稱                        | 圖像 | 列入年份 | 類別                         | 簡介 |
| --------------------------- | ---- | -------- | ---------------------------- | --- |
| 粵劇*                       |      | 2017年   | 表演藝術                     | 粵劇是中華文化的傳統戲曲，以粵語演唱及念白，主要流行於粵語地區，包括廣東、廣西、香港及澳門。每齣粵劇透過「唱、做、念、打」四種基本功，配合舞台化妝、服飾、道具及鑼鼓敲擊，將故事呈現。其表演形式融合文學、戲劇、說唱、舞蹈及武術，唱腔、行當、妝容、程式動作、劇本及曲譜均具深厚藝術價值。除作為娛樂大眾的表演藝術外，粵劇亦可作為酬神祭祀或醮會場合演出的宗教戲劇，故備受推崇其社會與文化價值。粵劇於2006年列入首批《國家級非物質文化遺產代表性項目名錄》，並於2009年獲聯合國教科文組織列入《人類非物質文化遺產代表作名錄》。                                     |
| 全真道堂科儀音樂*           |      | 2017年   | 表演藝術                     | 道教科儀音樂為傳統宗教儀式中採用的音樂，可分為“正一”與“全真”兩大傳統。全真道堂科儀音樂在香港發展多年，而蓬瀛仙館所傳承的道教音樂被視為香港全真道觀傳統中最具代表性的例子之一。經過數十年在香港的傳承，蓬瀛仙館的禮儀音樂受粵曲、粵劇、廣東小曲，以及儒釋道等其他宗教音樂類型的影響下，逐漸演變成一種具有本地特色的道教音樂。全真道觀道教儀式音樂於2014年被列入第四批《國家級非物質文化遺產代表性項目名錄》。 |
| 西貢坑口客家舞麒麟*         |      | 2017年   | 表演藝術                     | 這項活動已有超過200年的歷史。客家人相信麒麟是祥瑞之獸，能夠驅邪避災、帶來好運。因此，在所有的慶祝場合，如農曆新年、婚禮、生日宴會、祠堂開光、新居入伙、迎接賓客、醮會及神誕等，都會有麒麟舞的表演。自從客家人將麒麟舞帶到香港，融合了當地的傳統音樂和武術後，麒麟舞發展出了自己的風格和動作序列。坑口客家麒麟舞於2014年被列入第四批《國家級非物質文化遺產代表性項目名錄》。 |
| 南音                        |      | 2017年   | 表演藝術                     | 南音是一種以粵語方言演繹的敘事性歌唱藝術；它曾是20世紀初期香港流行的娛樂形式。南音多由失明藝人演唱，以箏及椰胡伴奏，並按拍板節奏進行。歌詞常反映社會底層民眾的生活艱辛。時至今日，南音基本上已融入粵劇及粵曲，成為其唱腔元素之一。 |
| 長洲太平清醮*               |      | 2017年   | 社會實踐、儀式、節慶活動     | 此活動已傳承逾百年。相傳清朝末年長洲曾遭瘟疫肆虐，為消災解難，惠潮籍居民邀請道士於長洲北帝廟附近設壇祭祀，祈求神明庇佑、懺悔罪過並超度陸上與海上亡魂。居民還抬著神像巡遊村落街巷，儀式後瘟疫果然平息。自此，長洲居民每年舉辦太平清醮，以酬謝玄天上帝庇佑境內平安。百餘年來，長洲居民從未間斷舉辦年度清醮，藉此消災祈福、佑境安民。隨著居民年年參與，此儀式得以世代相傳。長洲太平清醮於2011年列入第三批《國家級非物質文化遺產代表性項目名錄》。 |
| 大澳端午龍舟遊涌*           |      | 2017年   | 社會實踐、儀式、節慶活動     | 每年端午節，大澳的三個漁民協會——扒艇行、鮮魚行和合心堂——會組織一項名為「龍舟遊涌」的宗教活動。節日前一天的早上，協會成員划著龍舟前往前往楊侯古廟、新村天后廟、關帝廟、洪聖廟借來神像供奉祭祀。節日當天，神像會被安置在由協會龍舟拖行的神艇上，巡遊大澳的水道。儀式結束後，神像將於下午送回各自的廟宇。這項獨特的宗教活動已傳承逾百年。此項目於2011年列入第三批《國家級非物質文化遺產代表性項目名錄》。 |
| 香港潮人盂蘭勝會*           |      | 2017年   | 社會實踐、儀式、節慶活動     | 香港有相當數量的潮州人。他們積極傳承潮汕的文化傳統。每年鬼節期間，旅港潮人均舉辦為期一個月的盂蘭勝會，從農曆七月初一持續到七月三十。這項活動已有100多年歷史，主要目的是舉行祭祖儀式並為陰間的孤魂超度。活動包括在街頭焚燒紙紮祭品、上演潮劇以酬謝神恩、焚燒鬼王像、分發平安米以及競投吉祥物等。此項目於2011年列入第三批《國家級非物質文化遺產代表性項目名錄》。 |
| 中秋節—大坑舞火龍*          |      | 2017年   | 社會實踐、儀式、節慶活動     | 這個活動已舉辦超過100年。大坑原本是一條客家村落。據悉，1880年大坑爆發瘟疫。為了驅災辟疫，村民製作了一條龍並插滿香枝。在農曆八月14、15及16日的晚上，村民舞動火龍繞村遊行並燃放鞭炮。活動過後，瘟疫便結束了。自此，村民每年都會舉行為期三日的舞火龍活動，祈求大坑平安。此項目於2011年列入第三批《國家級非物質文化遺產代表性項目名錄》。 |
| 黃大仙信俗*                 |      | 2017年   | 社會實踐、儀式、節慶活動     | 黃大仙民間信仰起源於浙江省金華地區，於明清之際傳入嶺南地區。本地黃大仙信仰及習俗始於1915年。1921年，嗇色園正式成立，以管理黃大仙祠事務。經過一個世紀的傳承，現今黃大仙民間信仰已結合慈善特色發展，並在香港及海外華人社群中廣為流傳。嗇色園緊隨社會進步，創辦多項社會服務，以實踐黃大仙「普濟勸善、有求必應」的精神。此項目於2014年列入第四批《國家級非物質文化遺產代表性項目名錄》。 |
| 宗族春秋二祭                |      | 2017年   | 社會實踐、儀式、節慶活動     | 在春分和（或）秋分期間，或農曆二月、四月及九月，香港的族人會聚集在各自的祠堂，舉行祭祖儀式，或上山掃墓，以盡孝道及向祖先致敬。新界各族將祭祖儀式視為重要的宗族及村落活動。時至今日，部分本地宗族仍遵循「食山頭」（在墓前祭拜後烹煮及分食供品）、向族人分發豬肉以及在儀式中使用圍頭話等習俗。 |
| 香港天后誕*                 |      | 2017年   | 社會實踐、儀式、節慶活動     | 香港各地的天后廟一直是媽祖信仰宗教活動的主要場所。在天后廟舉行的祭祀儀式將社區和宗族凝聚在一起。每年農曆三月二十三日（或其他指定日期），各區會以不同規模慶祝天后誕。一些街坊組織委員會會上演粵劇表演以感謝天后，並交換花炮。有些還可能在水道或陸地上舉行巡遊。香港天后誕於2021年被列入第五批《國家級非物質文化遺產代表性項目名錄》。 |
| 中秋節—薄扶林舞火龍         |      | 2017年   | 社會實踐、儀式、節慶活動     | 中秋節（農曆八月十五日）傍晚，薄扶林村會舉行舞火龍活動。數十名健壯男子舞動火龍，穿梭於村內大街小巷，祈求平安吉祥。活動包括火龍製作、開光、舞龍及送火龍出海。舞火龍具有強化社區凝聚力的功能。 |
| 正一道教儀式傳統            |      | 2017年   | 社會實踐、儀式、節慶活動     | 正一與全真是道教體系中的兩大主流派別。香港正一派的道教儀式傳統與清朝時期珠江三角洲的傳承同屬一脈；而在香港，新界與市區分別實踐著兩種不同的儀式體系。新界地區的正一派道教儀式主要源自東莞與新安地區的正一傳統。常見的儀式與法事包括太平清醮、安神、祠堂開光儀式、廟宇重修儀式、廟宇開光儀式及躉符等祭祀活動。市區的正一派則繼承了廣州地區正一道壇的禮儀與儀式，有清壇和黃壇兩類，前者用於慶典活動，後者則用於喪葬事宜。 |
| 食盆                        |      | 2017年   | 社會實踐、儀式、節慶活動     | 新界本地圍村的盆菜宴（或稱「食盆」）是當地數百年來的傳統，每逢氏族祭祖、打醮慶典、婚嫁喜事、添丁點燈儀式或祠堂開光等重要場合，村民都會以盆菜宴客。作為團結象徵，盆菜宴讓族人圍桌共食，這項獨特的飲食文化不僅凝聚宗親情感，更是族人身份認同的重要標誌。 |
| 點燈                        |      | 2024年   | 社會實踐、儀式、節慶活動     | 在香港，許多宗族會在農曆正月舉行點燈儀式，向祖先、神明及族人告知家中有新添男丁，該名男嬰亦會正式被確認為宗族新成員。點燈儀式主要包含三個部分，分別是開燈、慶燈和完燈。完成儀式後往往會設宴招待族人，他們在飲過「丁酒」及吃過「丁粥」後，便見證了新男丁的正式地位獲得確認。點燈是宗族的重要傳統，既反映對族中新添男丁的美好祝願，也象徵神明的保佑。這個儀式同時讓不同世代族人聚首一堂，凝聚整個宗族，並展現香港宗族與鄉村的傳統文化。 |
| 大埔端午遊夜龍              |      | 2024年   | 社會實踐、儀式、節慶活動     | 端午節期間，香港各區都會舉辦龍舟競賽。在傳統漁區如大澳、大埔和長洲，還會舉行龍舟巡遊。每年農曆五月初四晚上和初五早上，大埔元洲仔的石氏族人與大埔鍾氏的穎川堂成員會舉行夜龍舟巡遊。這項活動在大埔三門仔附近的海面進行，旨在祈求神明保佑陸上與海上的社區平安。石氏會邀請宋帝的神像登上他們的龍舟，而鍾氏則會邀請文昌和華光的神像登上他們的龍舟。至今，族人仍會以鶴佬話擲筊請示神明，以獲取關於夜龍舟巡遊的具體指示，例如開始時間、採青習俗的地點及路線等。透過夜龍舟巡遊，兩個社群攜手傳承傳統。儀式前後還會組織團圓飯，以增強團結。這一切都鞏固了族內與族間的聯繫。 |
| 盂蘭勝會                    |      | 2024年   | 社會實踐、儀式、節慶活動     | 盂蘭節由香港各區不同社群傳承，主要分為「潮州傳統」、「海陸豐/鶴佬傳統」、「水上人傳統」及「本地傳統」。香港自19世紀中葉開始舉辦盂蘭節活動，宗教及社區組織會委託專業人士進行佛教或道教儀式，包括祭祖、以衣物和食物安撫遊魂，以及酬謝神恩。時至今日，該節日已成為香港各區及不同族群的重要民俗，除了是祈求願望與淨化社區的宗教儀式，更具有聯繫不同群體的社會功能。 |
| 涼茶*                       |      | 2017年   | 有關自然界和宇宙的知識和實踐 | 嶺南地區常見的涼茶是一種根據中醫理論煎煮的中草藥湯劑。華南地區的氣候以「濕熱」著稱，其水質被認為「燥熱」。因此，為了祛濕降火、解燥消暑和防治感冒，不同種類的湯劑已成為該地區獨特的飲食文化之一。香港的涼茶已有百多年歷史。數十年前，涼茶鋪更是大眾消遣的地方。時至今日，涼茶仍是日常生活的重要部分，並代表著民間智慧與傳統文化。涼茶於2006年被列入首批《國家級非物質文化遺產代表性項目名錄》。 |
| 港式奶茶製作技藝            |      | 2017年   | 傳統手工藝                   | 港式奶茶亦稱「絲襪奶茶」，是歷經百年演變，從英式奶茶發展至今的香港流行飲品。這款深受喜愛的在地飲品製作步驟包含：調配茶葉、煲茶、撞茶、焗茶、撞奶。此製茶技藝不僅體現香港中西飲食文化的融合與發展，更可窺見當地人的飲食生活面貌。 |
| 紮作技藝                    |      | 2017年   | 傳統手工藝                   | 憑藉紙紮技藝與繪畫技巧，簡單的材料如竹篾、宣紙條、色紙、綢緞等，被轉化成各式各樣的工藝品。紙紮在傳統節慶與宗教儀式中扮演重要角色。香港常見的工藝品包括花炮、鬼王像、燈籠、龍、獅、麒麟，以及紙紮祭品。這項技藝體現了不同族群的歷史文化，並承載著重要的社會與文化價值。 |
| 香港中式長衫和裙褂製作技藝* |      | 2017年   | 傳統手工藝                   | 中式長衫與裙褂在民國初年開始流行。男裝長衫具有社會意義，象徵新界宗族成員的長幼尊卑。女裝長衫在香港普及後，其縫製技術融合了東西方服裝設計，逐漸形成獨特風格。裙褂是傳統新娘嫁衣，通常以手工製作並飾有龍鳳圖案。香港中式長衫製作技藝於2021年列入第五批《國家級非物質文化遺產代表性項目名錄》。 |
| 戲棚搭建技藝                |      | 2017年   | 傳統手工藝                   | 在神明誕辰、打醮或盂蘭節期間，香港各個社團和街坊會於場地搭建臨時竹棚，用於上演神功戲以酬謝神恩及進行儀式。這種臨時結構以竹竿和杉木橫樑搭建，立起立柱與橫樑形成框架，再覆蓋金屬片，巨大的「帳篷」便能遮陽擋雨。竹棚劇場的大小可依需求靈活調整，小至僅容納百餘人，大至可容納數千人。竹棚搭建技術展現了中國建築悠久的智慧典範。 |
| 廣彩製作技藝                |      | 2024年   | 傳統手工藝                   | 廣彩是「廣州織金彩瓷」的簡稱。這是一種釉上彩裝飾技法，需在白瓷上繪製圖案後再以低溫燒製。廣彩製作技藝可追溯至清朝初期。當時廣州是瓷器出口的重要港口，商人從景德鎮採購白瓷，再由廣州畫師根據客戶需求繪製定制圖案。至清朝末年，廣彩逐漸形成圖案種類繁多、色彩鮮艷、構圖豐滿的獨特風格。1920年代，廣彩技藝從廣州傳入香港。除保留傳統手繪技法與吉祥紋飾風格外，亦採用印花與貼花工藝，並融入本地繪畫技法與特殊紋樣，形成中西合璧的融合風格。因此，香港生產的廣彩亦被稱為「港彩」。                                                                                       |